# Kyjov (Krásná Lípa)
Kyjov (německy Khaa) je vesnice a část města Krásná Lípa v Ústeckém kraji v okrese Děčín. Nachází se na rozhraní Děčínské vrchoviny a Lužických hor v nadmořské výšce okolo 370 metrů nad řekou Křinicí, asi tři kilometry západně od Krásné Lípy. V roce 2011 zde trvale žilo 21 obyvatel.

## Název
Název vesnice je odvozen z osobního jména ve významu Kyjův dvůr nebo Kyjův hrad. V historických pramenech se objevuje ve tvarech: de Kyaw (1377, 1398), Kygaw (1414) a Khaa (1787, 1833).

## Historie
První písemná zmínka o obci pochází z roku 1377.
Již v roce 1884 se tu ustavil Horský spolek pro Kyjovské údolí, který zpřístupňoval zajímavé skalní útvary. Do poloviny 20. století tvořili obyvatelstvo obce čeští Němci. Po druhé světové válce byli němečtí starousedlíci vysídleni a obec se takřka úplně vylidnila.

## Přírodní poměry
Mezi Kyjovem a Dlouhý Dolem napříč údolím Křinice prochází geologická linie lužického zlomu, rozhraní mezi kvádrovými pískovci a brtnickou žulou. Jižně od údolí se vyskytuje malý ostrůvek jurských vápenců – podobně jako na Vápenném vrchu.
Většina katastrálního území Kyjov u Krásné Lípy leží v Lužických horách, ale větší část vesnice se nachází na východním okraji Děčínské vrchoviny a do severní části území zasahuje také Šluknovská pahorkatina.
Ve vesnici se nachází Kyjovská přehrada s možností koupání. Nejvyššími vrcholy území jsou Široký vrch (586 m) a Vápenný vrch (548 m).

## Obyvatelstvo
|                                                                      | 1869 | 1880 | 1890 | 1900 | 1910 | 1921 | 1930 | 1950 | 1961 | 1970 | 1980 | 1991 | 2001 | 2011 |
| -------------------------------------------------------------------- | ---- | ---- | ---- | ---- | ---- | ---- | ---- | ---- | ---- | ---- | ---- | ---- | ---- | ---- |
| Obyvatelé                                                            | 565  | 537  | 527  | 455  | 464  | 372  | 455  | 199  | 128  | 35   | 28   | 22   | 21   | 21   |
| Domy                                                                 | 82   | 94   | 80   | 89   | 80   | 81   | 88   | 95   | .    | 14   | 12   | 8    | 47   | 46   |
| Počet domů z roku 1961 je zahrnut v domech místní části Krásná Lípa. |      |      |      |      |      |      |      |      |      |      |      |      |      |      |

## Pamětihodnosti
- Při hlavní silnici stojí kaple Korunování a Nanebevzetí Panny Marie z roku 1832.